# Jaroslav Konáš
Jaroslav Konáš (* 24. února 1985 Praha) je český hudební publicista a spisovatel. Píše pro hudební časopis Headliner, který spoluzaložil. Psal blog Hudební masakry o velmi špatných a směšných hudebních nahrávkách, poté na toto téma i točil pořad pro Stream.cz. Dalším jeho pořadem pro Stream.cz byl Příběh písně, kde rozebíral historii vzniku slavných písní. Pro MALL.TV natáčí pořady Čtenář Jarda a Pařan Jarda, kde recenzuje literaturu, resp. počítačové hry; pořad Čtenář Jarda navazuje na jeho soukromý youtuberský kanál o knihách. Občasně vysílá na streamovací platformě Twitch. Psal také články o filmech a knihách pro Aktuálně.cz.
V roce 2018 vydal svou literární prvotinu, novelu Dominika, která se odehrává v romantických pražských zákoutích, převážně v jednom tajuplném paláci na Malé Straně. Druhá kniha, která se jmenuje Město v mlze, vyšla roku 2023 a je to mysteriózní thriller z prostředí Sudet.

## Dílo
- Dominika, 2018
- Město v mlze, 2023